# Woo Films
Woo Films, conocida anteriormente como Mr Woo, es una productora cinematográfica mexicana independiente fundada en 2005. Está especializada en producción de películas, series de televisión y obras de teatro. Cuenta con oficinas en Ciudad de México, Madrid y Los Ángeles. 

### Publicidad
En 2005 Woo Films, en ese momento Mr Woo, fue creada por un grupo de cineastas mexicanos. Durante sus primeros catorce años se destacó por su creatividad narrativa en publicidad audiovisual, cortometrajes y series web. Creando campañas con empresas como Procter & Gamble, Casa Cuervo, Coca Cola y más. 

## Woo Films
En 2011 Mr Woo se expandió a Cine, creando Woo Films. Su primera película, El lenguaje de los machetes dirigida por Kyzza Terrazas, fue ganadora del Premio del Jurado en el Festival Internacional de Cine de Cartagena de Indias, igualmente participante del  Festival Internacional de Cine de Venecia y de la Competencia Internacional en el Festival de Whistler.

En 2012 Woo Films colaboró por primera vez con Natalia Beristáin en su primer largometraje, No quiero dormir sola, la que tuvo su estreno nacional en el Festival Internacional de Cine de Morelia  donde ganó el premio a Mejor Largometraje. Igualmente participó en los Arieles 2013 otorgados por la Academia Mexicana de Artes y Ciencias Cinematográficas, ganando el Premio a Mejor Actriz.

Más adelante, Woo volvió a trabajar con Natalia para sus siguientes dos largometrajes, Los adioses en 2017 y Ruido en 2022. Los adioses tuvo su estreno nacional en el Festival Internacional de Cine de Morelia, donde la directora ganó su segundo premio a Mejor Largometraje y el Premio de Audiencia, igualmente volvió a ganar el premio a Mejor Actriz en los Arieles 2018.Ruido obtuvo el premio a la Cooperación Española en el Festival Internacional de Cine de San Sebastián. También fue parte de la selección oficial del Festival Internacional de Morelia y del Festival Internacional de Cine de Chicago. En exhibición, Ruido fue una colaboración con Netflix, logrando ser la película #1 de habla no inglesa a nivel global en su semana de estreno. 

En 2018, se produjeron Las niñas bien y Cómprame un Revólver. Las niñas bien, dirigida por Alejandra Márquez Abella y protagonizada por Ilse Salas es una adaptación del libro de Guadalupe Loaeza. Se estrenó en el Festival Internacional de Cine de Toronto, al igual que en el Festival Internacional de Cine de Morelia y fue ganadora de cuatro premios Ariel: Mejor maquillaje, Mejor vestuario, Mejor Música y Mejor Actriz. Cómprame un revolver, dirigida por 
Julio Hernández Cordón fue seleccionada en la Quincena de Directores del Festival de Cannes, también participó en el Festival Internacional de Cine de San Sebastián y en el Festival Internacional de Cine de Mar del Plata. Ese mismo año, Woo Films tuvo una segunda colaboración con el director Kyzza Terrazas en su película Bayoneta, protagonizada por Luis Gerardo Méndez. La cual fue seleccionada en la programación oficial del Festival de Cine de Roma. 

Entre 2019 y 2021, se  produjeron dos largometrajes. El primero, Amores modernos, junto con Matías Meyer protagonizada por Ludwika Paleta e Ilse Salas. El segundo,  Anónima, es una adaptación de un libro juvenil para Netflix dirigida por María Torres. Ésta fue nominada en los Premios Emmy Internacional a Live Action 2022.

En 2023 estrenaron tres películas.  El último vagón, una adaptación dirigida por el talentoso director mexicano Ernesto Contreras. Ganadora a dos premios, mejor actriz y mejor actor infantil, en los Premios de Excelencia cinematográfica del Cine Mexicano por Periodistas Cinematográficos, conocidos como Diosas de Plata.  Temporada de huracanes, adaptación de la aclamada novela por Fernanda Melchor, dirigida por Elisa Miller, fue ganadora a tres premios Arieles de Plata en la edición 2024: Mejor Guión Adaptado, Mejor Edición y Mejor Maquillaje.  Eureka, dirigida por Lisandro Alonso se estreno en la edición 76 del Festival de Cannes.

Fiesta en la Madriguera, adaptación del libro, dirigida por Manolo Caro para Netflix, fue la primera película que estrenaron en 2024. Seguida por Dante y Soledad dirigida por Alex de la Mora, protagonizada por Irene Azuela y José María Yazpik. Por último,  Pedro Páramo, adaptación del libro por Juan Rulfo dirigida por Rodrigo Prieto anteriormente fotógrafo de directores como Greta Gerwig, Alejandro González Iñarritu y Martin Scorsese. Esta se estrenó internacionalmente en el Festival Internacional de Cine de Toronto y tuvo su estreno nacional en el Festival Internacional de Cine de Morelia.

2025 vio el estreno deLos dos hemisferios de Lucca, dirigida por Mariana Chenillo, en Netfix; película que adaptó el libro homónimo de Bárbara Anderson. En 2024, Woo Films inició una colaboración con el estudio mexicano de animación stop-motion Cinema Fantasma. El primer resultado de este acuerdo fue en 2025 con Soy Frankelda, el primer largometraje mexicano de animación stop-motion, el cual tuvo su estreno nacional en el Festival Internacional de Cine en Guadalajara y estreno internacional en el Festival Internacional de Cine de Animación de Annecy. 

## Noc Noc Cinema
Junto con el director Manolo Caro se creó una rama de Woo Films para enfocarse en sus proyectos, esta se llama Noc Noc Cinema. Sus películas han tenido constante éxito en taquillas mexicanas así como en servicios de streaming. Entre sus títulos más grandes se encuentran Elvira, te daría mi vida pero la estoy usando, La vida inmoral de la pareja ideal y  Perfectos desconocidos. 

En 2018 comenzó un proyecto de colaboración con Netflix, quienes trabajaron en cinco series, La Casa de las Flores (2018-2020), Alguien tiene que morir (2020),Érase una vez... pero ya no (2022), Sagrada Familia (2022 y 2023) y  Serpientes y Escaleras  que estrenó en primavera de 2025.

## Woo Series
En 2018 Woo Films trabajó en su primera serie de televisión, La Casa de las Flores, creada por Manolo Caro, con quien, como ya fue mencionado por medio de Noc Noc Cinema, colaboraron para hacer cinco series junto con Netflix. 
En el 2022, Woo Series se unió a la producción de la serie  Ana, creada por Marcelo Tobar y protagonizada por Ana de la Reguera, para la segunda y tercera temporada. Igualmente, ese mismo año, produjeron el remake de la aclamada serie mexicana  Rebelde, dirigida por Santiago Limón. Esta se hizo junto con Netflix y tuvo dos temporadas. Entre sus protagonistas se encuentran Azul Guaita, Alejandro Puente, Andrea Chaparro, Lizeth Selene y Franco Masini. En 2023 estrenaron  Las viudas de los jueves, adaptación del libro de Claudia Piñeiro. Fue creada por Gibrán Portela y dirigida por Humberto Hinojosa Ozcáriz. Protagonizada por Irene Azuela, Cassandra Ciangherotti, Sofía Sisniega, Mayra Hermosillo, Juan Pablo Medina y Omar Chaparro.

2025 trajo el estreno de la ya mencionada Serpientes y Escaleras y de dos series más. Celda 211. es una nueva adaptación de la novela de Francisco Pérez Gandul, y fue protagonizada por Diego Calva. La miniserie estuvo en el top 10 de series de Netflix de 53 países y alcanzó el lugar #1 en 13 territorios, incluyendo México, Colombia, Guatemala, Ecuador, Panamá y Venezuela, entre otros. La serie más reciente, Los Gringo Hunters es una producción de Netflix y está basada en un historia real.

## Woo Teatro
En 2010 Woo Films incursionó en el mundo del teatro, así creando Woo Teatro. Su primera obra fue Nunca es tarde para aprender Francés, dirigida por Manolo Caro y protagonizada por  Iván Sánchez (actor), Sandra Echeverría, Mariana Treviño, Cecilia Toussaint y Leonardo de Lozanne. Más adelante, a finales de 2021, montaron la obra Orgullo adaptación de Alexi Kaye Campbell, dirigida y traducida por Angélica Rogel. Esta fue protagonizada por Mauricio Isaac, Adriana Llabrés, Mauro Sánchez Navarro y Nacho Tahhan y recibió tres nominaciones en los premios de la Agrupación de Críticos y Periodistas de Teatro (ACPT). Su siguiente producción fue una adaptación de la ganadora del premio Pulitzer de drama en 1998, Cómo aprendí a manejar, escrita por Paula Vogel. Se estrenó en 2024 y fue dirigida y traducida nuevamente por Angélica Rogel, protagonizada por Cassandra Ciangherotti en el papel de Cosita junto a Juan Carlos Remolina, Mahalat Sánchez, Pablo Perroni y con Vaita Sosa y Luz Olvera alternando funciones. La colaboración entre Woo Teatro y la dramaturga continuó con el montaje más reciente de Bodas de Sangre, la cual adaptó el texto homónimo de Federico García Lorca en norte de México y con música regional mexicana. Esta producción marcó el regreso de Ángeles Cruz al teatro y estuvo acompañada por Ana Guzmán, Romanni Villicaña, Miguel Tercero, Eduardo Candás, María Kemp, Luz Olvera y Joan Santos. 

## Filmografía

### Películas
| Año  | Título                                          | Título en inglés                                          | Director                  |
| ---- | ----------------------------------------------- | --------------------------------------------------------- | ------------------------- |
| 2011 | El lenguaje de los machetes                     | Machete Language                                          | Kyzza Terrazas            |
| 2012 | No quiero dormir sola                           | She Doesn't Want to Sleep Alone                           | Natalia Beristáin         |
| 2013 | No sé si cortarme las venas o dejármelas largas | I Don't Know Whether to Slit My Wrists or Leave Them Long | Manolo Caro               |
| 2014 | Amor de mis amores                              | Love of My Loves                                          | Manolo Caro               |
| 2015 | Elvira, te daría mi vida pero la estoy usando   | Elvira I Will Give You My Life But I'm Using It           | Manolo Caro               |
| 2016 | La vida inmoral de la pareja ideal              | Tales of an Immoral Couple                                | Manolo Caro               |
| 2017 | Los adioses                                     | The Eternal Feminine                                      | Natalia Beristáin         |
| 2018 | Las niñas bien                                  | The Good Girls                                            | Alejandra Márquez Abella  |
| 2018 | Cómprame un Revólver                            | Buy Me a Gun                                              | Julio Hernández Cordón    |
| 2018 | Bayoneta                                        | Bayonet                                                   | Kyzza Terrazas            |
| 2018 | Perfectos desconocidos                          | Perfect Strangers                                         | Manolo Caro               |
| 2019 | Amores modernos                                 | Modern Loves                                              | Matías Meyer              |
| 2021 | Anónima                                         | Anonymously Yours]                                        | María Torres              |
| 2021 | La Casa de las Flores: la película              | The House of Flowers: the Movie                           | Manolo Caro               |
| 2022 | Ruido                                           | Noise                                                     | Natalia Beristáin         |
| 2023 | El último vagón                                 | Where the Tracks End                                      | Ernesto Contreras         |
| 2023 | Temporada de huracanes                          | Hurricane Season                                          | Elisa Miller              |
| 2023 | Eureka                                          | Eureka                                                    | Lisandro Alonso           |
| 2024 | Dante y Soledad                                 | Dante & Soledad                                           | Alexandra de la Mora      |
| 2024 | Fiesta en la madriguera                         | Down the Rabbit Hole                                      | Manolo Caro               |
| 2024 | Pedro Páramo                                    | Pedro Paramo                                              | Rodrigo Prieto            |
| 2025 | Los dos hemisferios de Lucca                    | Lucca's World                                             | Mariana Chenillo          |
| 2025 | Soy Frankelda                                   | I Am Frankelda                                            | Arturo Ambriz, Roy Ambriz |

### Series
| Título                      | Título en inglés                        | Creador/Director                  | Año       | Temporadas         | Streaming                 |
| --------------------------- | --------------------------------------- | --------------------------------- | --------- | ------------------ | ------------------------- |
| La Casa de las Flores       | The House of Flowers                    | Manolo Caro                       | 2018-2020 | 3 Temporadas       | Netflix                   |
| Alguien tiene que morir     | Someone Has to Die                      | Manolo Caro                       | 2020      | 1 Temporada        | Netflix                   |
| Érase una vez... pero ya no | Once Upon a Time... Happily Never After | Manolo Caro                       | 2022      | 1 Temporada        | Netflix                   |
| Rebelde                     | Rebelde                                 | Santiago Limón                    | 2022      | 2 Temporadas       | Netflix                   |
| Ana                         | Ana                                     | Marcelo Tobar y Ana de la Reguera | 2022      | 2 Temporadas (2-3) | Amazon Prime y Viacom CBS |
| Sagrada familia             | Holy Family                             | Manolo Caro                       | 2023      | 2 Temporadas       | Netflix                   |
| Las viudas de los jueves    | Thursday's Widows                       | Gibrán Portela/Humberto Hinojosa  | 2023      | Miniserie          | Netflix                   |
| Celda 211                   | Prison Cell 211                         | Jaime Reynoso y Gibrán Portela    | 2025      | Miniserie          | Netflix                   |
| Serpientes y Escaleras      | Snakes and Ladders                      | Manolo Caro                       | 2025      | 1 Temporada        | Netflix                   |
| Los Gringo Hunters          | The Gringo Hunters                      | Scott Gold y Jorge Dorantes       | 2025      | 1 Temporada        | Netflix                   |

### Obras
| Título                               | Director(a)    | Dramaturgo            | Año       |
| ------------------------------------ | -------------- | --------------------- | --------- |
| Nunca es tarde para aprender francés | Manolo Caro    | Manolo Caro           | 2010      |
| Orgullo                              | Angélica Rogel | Alexi Kaye Campbell   | 2021-2022 |
| Como aprendí a manejar               | Angélica Rogel | Paula Vogel           | 2024      |
| Bodas de Sangre                      | Angélica Rogel | Federico García Lorca | 2025      |